# Joseph Wagener

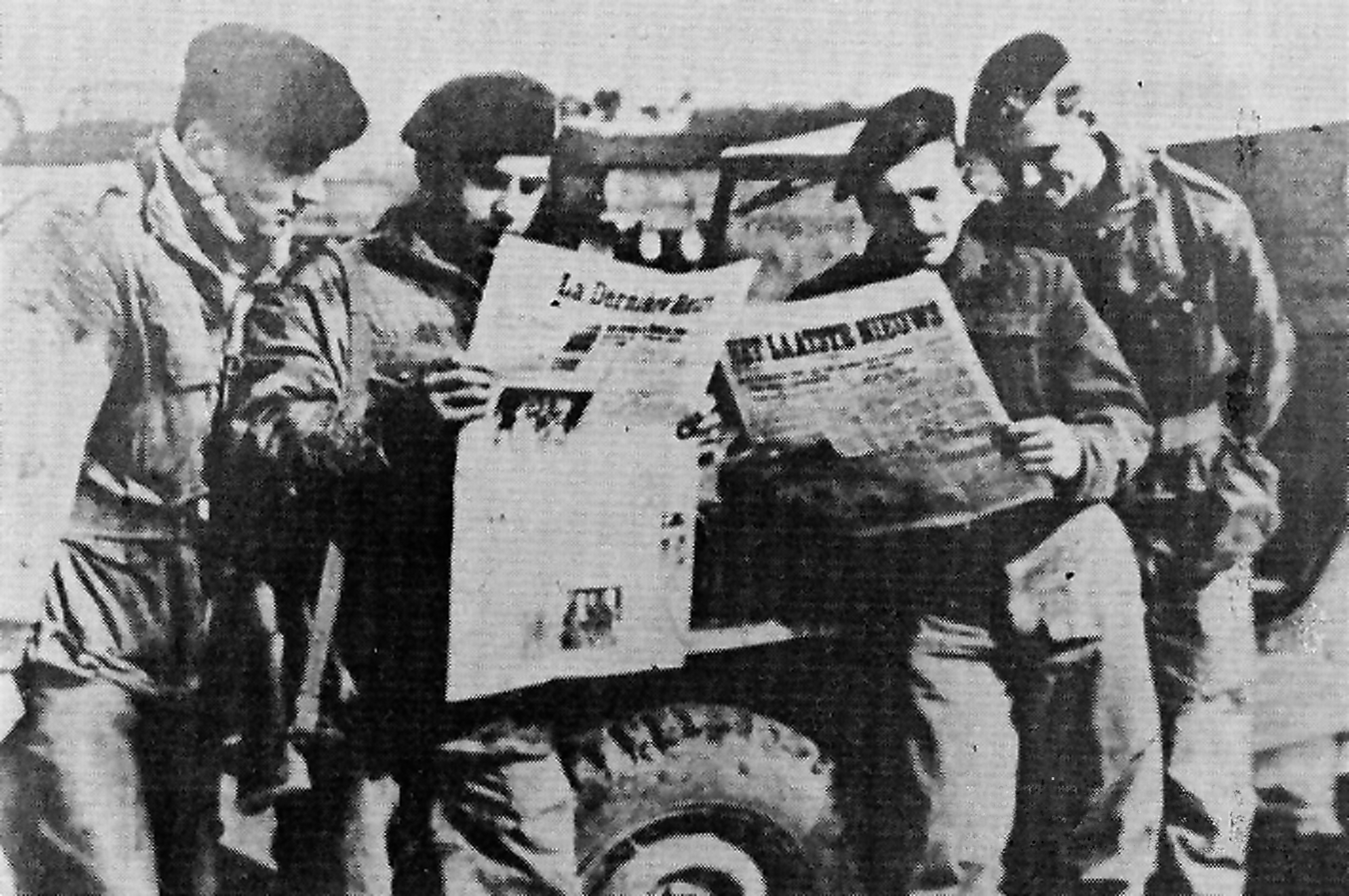
Luxemburgische Soldaten lesen Zeitung auf dem Schlachtfeld

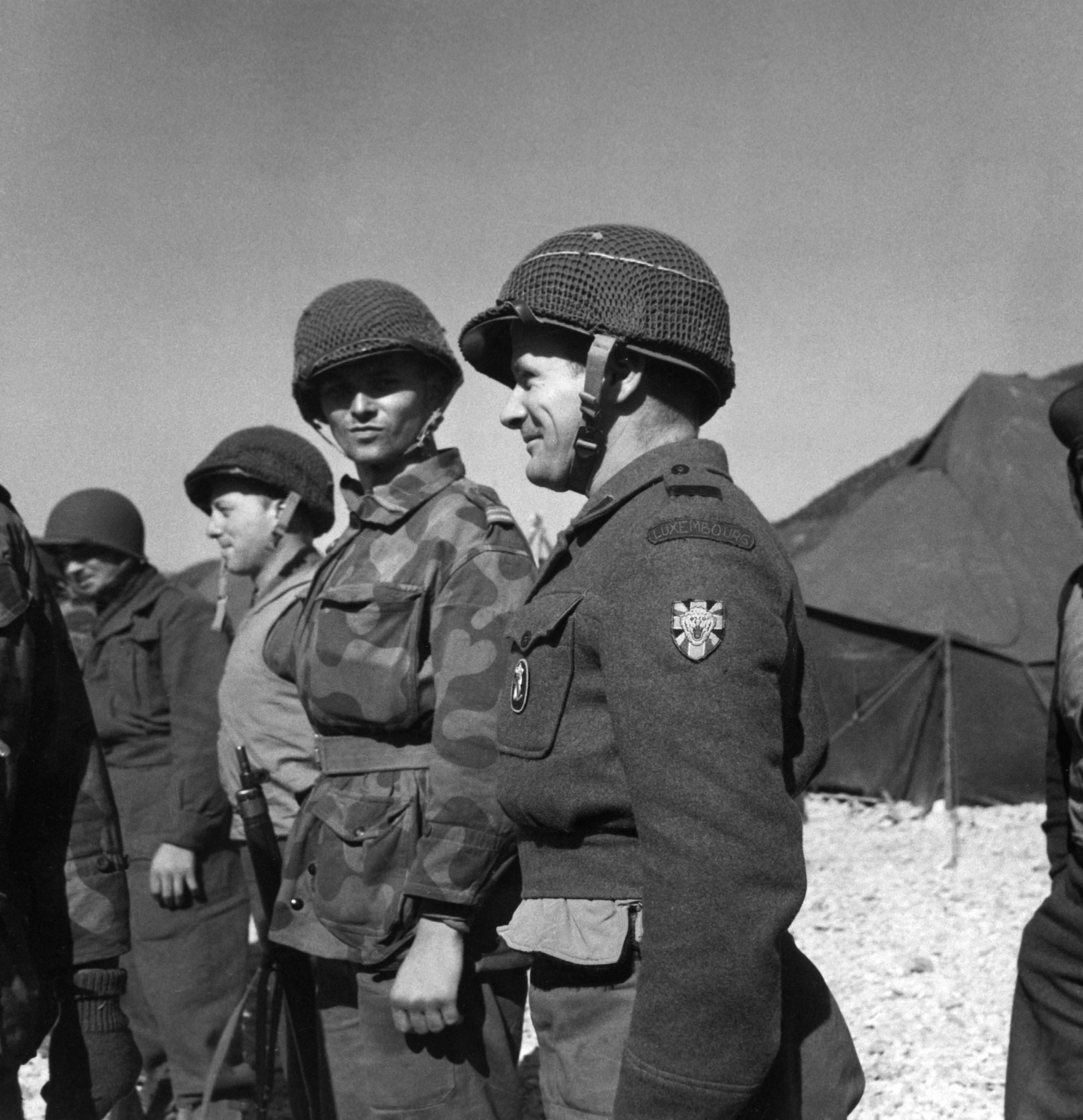
Teilnahme luxemburgischer Soldaten am Koreakrieg (1953)

Joseph Wagener (auch „Tun“ genannt; * 28. August 1924 in Heinerscheid, Luxemburg; † 25. November 2019 in Luxemburg) wurde als Kommandant des ersten Kontingents Freiwilliger (43 Mann) der Streitkräfte Luxemburgs im Koreakrieg (1950 bis 1953) bekannt.
Das erste Freiwilligenkontingent unter Joseph Wagener wurde am 2. Oktober 1950 von Prinz Félix im Rahmen einer feierlichen Zeremonie im Kasernenhof des Heilig-Geist-Plateaus verabschiedet. Der Koreakrieg war bislang der einzige Krieg, an dem die Luxemburger Armee nach dem Zweiten Weltkrieg aktiv teilgenommen hat.

## Ausbildung und Beruf
Nach dem Zweiten Weltkrieg trat Joseph Wagener in die luxemburgische Armee ein und studierte an der französischen Militärschule Saint-Cyr. 1950 ging er nach Korea und wurde Kommandant des ersten Kontingents der Luxemburger Freiwilligen im Koreakrieg. Rodolphe (Rudy) Lutty war der Kommandant des zweiten Luxemburger Kontingents (42 Mann).
Nach seiner Rückkehr nach Luxemburg war er Kompanie- und Bataillonschef, Chef der „Ecole des candidats gradés“ und dann kommandierender Offizier der großherzoglichen Garde (Garde grand-ducale) bis zu deren Auflösung 1966. 1979, nachdem er noch Verbindungsoffizier bei der NATO in Brüssel gewesen war, trat er im Rang eines Colonel in den Ruhestand.

## Auszeichnung
Er wurde 1951 für seine Taten mit dem US-Militärorden Bronze Star Medal mit dem Zusatz V (V für valor, „Tapferkeit“) ausgezeichnet und erhielt drei Belobigungen.
In Dongducheon steht ein Kriegsdenkmal zu Ehren der belgischen und luxemburgischen Soldaten im Koreakrieg. Insgesamt sind von diesem belgisch-luxemburgischen Kontingent 97 Menschen gestorben, fünf werden vermisst und 350 wurden verwundet. Im August und September 1952 sind zwei Mitglieder des zweiten luxemburgischen Kontingents, Caporal Roger Stutz († 22. August 1952) und Sergeant Robert Mores († 26. September 1952), getötet worden. Insgesamt wurden 17 luxemburgische Soldaten im Koreakrieg verletzt.

## Geschichtliche Aufarbeitung in Südkorea
Am 7. August 2019 wurde Joseph Wagener von Jongwoo Han, Präsident der Korean War Legacy Foundation (Südkorea), zu seiner Rolle im Koreakrieg und den Auswirkungen interviewt.

## Film
Im Film Tour of Duty – Lëtzebuerger am Koreakrich (deutsch etwa Weg der Pflicht – Luxemburger im Koreakrieg) wurde von Regisseur Fränk Grotz das persönliche Schicksal von vier Luxemburger Kriegsveteranen, unter anderem Joseph Wageners, nachgezeichnet.